# 1ª Divisão 2005-2006 (hockey su pista)
La 1ª Divisão 2005-2006 è stata la 66ª edizione del torneo di primo livello del campionato portoghese di hockey su pista; disputato tra l'8 ottobre 2005 e il 24 giugno 2006 si è concluso con la vittoria del Porto, al suo quindicesimo titolo.

## Stagione

### Formula
La 1ª Divisão 2005-2006 vide ai nastri di partenza quattordici club; la manifestazione fu organizzata con un girone all'italiana, con gare di andata e ritorno per un totale di 26 giornate: erano assegnati tre punti per l'incontro vinto e due punti a testa per l'incontro pareggiato, mentre non ne era attribuito uno solo per la sconfitta. Al termine della stagione regolare furono disputati i play-off tra le prime sei squadre classificate; la vincitrice venne proclamata campione del Portogallo. Le squadre classificate dal sesto all'ottavo posto della poule salvezza retrocedettero direttamente in 2ª Divisão, il secondo livello del campionato.

## Prima fase

### Classifica finale
|  | Pos. | Squadra          | Pt | G  | V  | N  | P  | GF  | GS  | DR  |
|  | ---- | ---------------- | -- | -- | -- | -- | -- | --- | --- | --- |
|  | 1.   | Porto            | 65 | 26 | 21 | 2  | 3  | 132 | 62  | +70 |
|  | 2.   | Benfica          | 55 | 26 | 17 | 4  | 5  | 91  | 48  | +43 |
|  | 3.   | Barcelos         | 53 | 26 | 16 | 5  | 5  | 111 | 64  | +47 |
|  | 4.   | Juventude Viana  | 44 | 26 | 13 | 5  | 8  | 88  | 67  | +21 |
|  | 5.   | Oliveirense      | 41 | 26 | 12 | 5  | 9  | 75  | 75  | 0   |
|  | 6.   | Candelária       | 39 | 26 | 11 | 6  | 9  | 71  | 72  | -1  |
|  | 7.   | Gulpilhares      | 39 | 26 | 12 | 3  | 11 | 81  | 84  | -3  |
|  | 8.   | Portosantese     | 34 | 26 | 10 | 4  | 12 | 67  | 71  | -4  |
|  | 9.   | Paço de Arcos    | 31 | 26 | 9  | 4  | 13 | 68  | 94  | -26 |
|  | 10.  | Famalicense      | 28 | 26 | 8  | 4  | 14 | 74  | 106 | -32 |
|  | 11.  | Nortecoope       | 7  | 26 | 3  | 16 | 74 | 96  | -22 |     |
|  | 12.  | Alenquer Benfica | 24 | 26 | 6  | 6  | 14 | 64  | 78  | -14 |
|  | 13.  | Braga            | 21 | 26 | 6  | 3  | 17 | 48  | 96  | -48 |
|  | 14.  | Académico Cambra | 18 | 26 | 4  | 6  | 16 | 54  | 85  | -31 |

Legenda:
  Partecipa alla poule titolo.
  Partecipa alla poule salvezza.
Note:
Tre punti a vittoria, uno a pareggio, zero a sconfitta.

## Seconda fase

### Classifica finale poule titolo
|  | Pos. | Squadra         | Pt | G  | V | N | P  | GF | GS | DR  |
|  | ---- | --------------- | -- | -- | - | - | -- | -- | -- | --- |
|  | 1.   | Porto           | 61 | 10 | 9 | 1 | 0  | 46 | 18 | +28 |
|  | 2.   | Benfica         | 50 | 10 | 7 | 1 | 2  | 39 | 29 | +10 |
|  | 3.   | Barcelos        | 40 | 10 | 4 | 1 | 5  | 35 | 29 | +6  |
|  | 4.   | Juventude Viana | 35 | 10 | 4 | 1 | 5  | 27 | 30 | -3  |
|  | 5.   | Oliveirense     | 33 | 10 | 4 | 0 | 6  | 33 | 37 | -4  |
|  | 6.   | Candelária      | 20 | 10 | 0 | 0 | 10 | 13 | 50 | -37 |

Legenda:
  Vincitore della Coppa del Portogallo 2005-2006.
      Campione del Portogallo e ammessa alla CERH Champions League 2006-2007.
      Ammesse alla CERH Champions League 2006-2007.
      Ammesse alla Coppa CERS 2006-2007.
Note:
Tre punti a vittoria, uno a pareggio, zero a sconfitta.

### Classifica finale poule salvezza
|  | Pos. | Squadra          | Pt | G  | V | N | P  | GF | GS | DR  |
|  | ---- | ---------------- | -- | -- | - | - | -- | -- | -- | --- |
|  | 1.   | Gulpilhares      | 43 | 14 | 6 | 5 | 3  | 51 | 42 | +9  |
|  | 2.   | Portosantese     | 40 | 14 | 6 | 5 | 3  | 37 | 31 | +6  |
|  | 3.   | Paço de Arcos    | 35 | 14 | 5 | 4 | 5  | 45 | 41 | +4  |
|  | 4.   | Académico Cambra | 33 | 14 | 6 | 6 | 2  | 46 | 36 | +10 |
|  | 5.   | Braga            | 33 | 14 | 7 | 1 | 6  | 51 | 46 | +5  |
|  | 6.   | Alenquer Benfica | 30 | 14 | 5 | 3 | 6  | 43 | 45 | -2  |
|  | 7.   | Nortecoope       | 28 | 14 | 4 | 4 | 6  | 39 | 44 | 5   |
|  | 8.   | Famalicense      | 22 | 14 | 2 | 2 | 10 | 39 | 66 | 27  |

Legenda:
      Retrocesse in 2ª Divisão 2006-2007.
Note:
Tre punti a vittoria, uno a pareggio, zero a sconfitta.